# 李泽华 (军人)
李泽华（？—）籍贯不详，中国人民解放军少将。

## 生平
李泽华长期在中国人民解放军南京军区服役，曾任中国人民解放军陆军第三十一集团军政治部副主任、中国人民解放军安徽省军区政治部主任、中国人民解放军安徽省军区副政委等职。2015年9月调任中国人民解放军陆军第三十一集团军副政委。2017年出任新组建的中国人民解放军陆军第七十七集团军政委。
2016年晋升少将军衔。